# Championnat d'Espagne de rugby à XV 2018-2019
Navigation
División de Honor 2017-2018 División de Honor 2019-2020
Le championnat d'Espagne de rugby à XV 2018-2019, qui porte le nom de Liga Heineken 2018-2019 de son sponsor du moment, est une compétition de rugby à XV qui oppose les douze meilleurs des clubs espagnols. La compétition a commencé le 15 septembre 2018 et s'est terminée par une finale le 25 mai 2019.
Le championnat se déroule en deux temps : une première phase dite régulière en match aller-retour où toutes les équipes se rencontrent deux fois et une phase finale à élimination directe. Les six premières équipes du classement à l'issue de la phase régulière sont qualifiées pour les playoffs. Les deux premières équipes du classement sont directement qualifiées pour les demi-finales alors que les équipes classées de la troisième à la sixième place s'affrontent en barrage pour l'attribution des deux places restantes dans le dernier carré.

## Participants
Les 12 équipes de la División de Honor sont :
| Alcobendas Barcelone Cisneros Gernika Burgos Hernani Santander Ordizia El Salvador Santboiana Valladolid La Vila |

| Équipe                    | Stade                              | Ville                 |
| ------------------------- | ---------------------------------- | --------------------- |
| Club Alcobendas Rugby     | Las Terrazas                       | Alcobendas            |
| Aparejadores Rugby Burgos | San Amaro                          | Burgos                |
| Ampo Ordizia RE           | Stade municipal d'Altamira         | Ordizia               |
| Independiente Rugby Club  | Mies de Cozada                     | Santander             |
| Bizkaia Gernika RT        | Urbieta                            | Guernica              |
| Complutense Cisneros      | Central de la Ciudad Universitaria | Madrid                |
| Club de Rugby La Vila     | Campo de El Pantano                | La Vila Joiosa        |
| El Salvador Rugby         | Stade Pepe-Rojo                    | Valladolid            |
| FC Barcelone              | La Teixonera                       | Barcelone             |
| Hernani CRE (es)          | Landare Toki                       | Hernani               |
| UE Santboiana             | Estadi Baldiri Aleu                | Sant Boi de Llobregat |
| Valladolid RAC            | Stade Pepe-Rojo                    | Valladolid            |

## Résumé des résultats

### Classement de la phase régulière
| Rang | Club               | J  | V  | N | D  | Bo | Bd | Pm  | Pe  | Diff | Pts |
| ---- | ------------------ | -- | -- | - | -- | -- | -- | --- | --- | ---- | --- |
| 1    | El Salvador        | 22 | 18 | 2 | 2  | 15 | 1  | 852 | 405 | +447 | 92  |
| 2    | Valladolid RAC (T) | 22 | 18 | 1 | 3  | 14 | 1  | 816 | 448 | +368 | 89  |
| 3    | Alcobendas         | 22 | 16 | 1 | 5  | 10 | 2  | 614 | 487 | +127 | 78  |
| 4    | Ordizia RE         | 22 | 12 | 2 | 8  | 9  | 2  | 614 | 581 | +33  | 63  |
| 5    | CD Burgos (P)      | 22 | 11 | 0 | 11 | 12 | 3  | 612 | 654 | -42  | 59  |
| 6    | FC Barcelone       | 22 | 11 | 1 | 10 | 7  | 4  | 503 | 549 | -46  | 57  |
| 7    | UE Santboiana      | 22 | 10 | 1 | 11 | 10 | 5  | 566 | 570 | -4   | 57  |
| 8    | Independiente RC   | 22 | 7  | 1 | 14 | 8  | 5  | 580 | 691 | -111 | 43  |
| 9    | Hernani CRE        | 22 | 7  | 0 | 15 | 7  | 6  | 467 | 687 | -220 | 41  |
| 10   | CR Cisneros        | 22 | 5  | 1 | 16 | 9  | 8  | 526 | 673 | -147 | 39  |
| 11   | CR La Vila         | 22 | 6  | 0 | 16 | 7  | 7  | 471 | 661 | -190 | 38  |
| 12   | Gernika RT         | 22 | 5  | 2 | 15 | 6  | 6  | 497 | 712 | -215 | 36  |

|  | Qualifiés pour les demi-finales (no 1, no 2).           |
|  | Qualifiés pour les barrages (no 3, no 4, no 5, no 6).   |
|  | Barrage pour la relégation en seconde division (no 11). |
|  | Relégué (no 12).                                        |
|  | T : tenant du titre 2018, P : promu 2018.               |

Attribution des points : victoire sur tapis vert : 5, victoire : 4, match nul : 2, défaite : 0, forfait : -2 ; plus les bonus (offensif : 4 essais marqués ; défensif : défaite par 7 points d'écart ou moins).
Règles de classement : ?

### Phase finale
Les deux premiers de la phase régulière sont directement qualifiés pour les demi-finales. En matchs de barrage pour attribuer les deux autres places, le troisième reçoit le sixième et le quatrième reçoit le cinquième. Les vainqueurs affrontent respectivement le deuxième et le premier.
|  | Barrages         | Barrages          |                  |                | Demi-finales   | Demi-finales   |  |  | Finale         | Finale         |
|  | Barrages         | Barrages          |                  |                | Demi-finales   | Demi-finales   |  |  | Finale         | Finale         |
|  |                  |                   |                  |                |                |                |  |  |                |                |
|  | le 5 mai 2019    | le 5 mai 2019     |                  |                | le 12 mai 2019 | le 12 mai 2019 |  |  | le 25 mai 2019 | le 25 mai 2019 |
|  | le 5 mai 2019    | le 5 mai 2019     |                  |                | le 12 mai 2019 | le 12 mai 2019 |  |  | le 25 mai 2019 | le 25 mai 2019 |
|  | le 5 mai 2019    | le 5 mai 2019     | Valladolid RAC   | 33             |                |                |  |  | le 25 mai 2019 | le 25 mai 2019 |
|  | Alcobendas Rugby | 34                | Valladolid RAC   | 33             |                |                |  |  | le 25 mai 2019 | le 25 mai 2019 |
|  | Alcobendas Rugby | 34                | Alcobendas Rugby | 12             |                |                |  |  | le 25 mai 2019 | le 25 mai 2019 |
|  | FC Barcelone     | 20                | Alcobendas Rugby | 12             |                |                |  |  | le 25 mai 2019 | le 25 mai 2019 |
|  | FC Barcelone     | 20                | le 11 mai 2019   | le 11 mai 2019 | Valladolid RAC | 39             |  |  |                |                |
|  | le 5 mai 2019    |                   | le 11 mai 2019   | le 11 mai 2019 | Valladolid RAC | 39             |  |  |                |                |
|  |                  | El Salvador Rugby | le 11 mai 2019   | le 11 mai 2019 | 27             |                |  |  |                |                |
|  | Ampo Ordizia     | El Salvador Rugby | le 11 mai 2019   | le 11 mai 2019 | 27             | 38             |  |  |                |                |
|  | Ampo Ordizia     | Ampo Ordizia      | 26               |                |                | 38             |  |  |                |                |
|  | CD Burgos        | Ampo Ordizia      | 26               | 31             |                |                |  |  |                |                |
|  | CD Burgos        | El Salvador Rugby | 39               | 31             |                |                |  |  |                |                |
|  |                  | El Salvador Rugby | 39               |                |                |                |  |  |                |                |

## références
1. ↑  (es) « Heineken apadrina la liga española », sur www.marca.com, 14 septembre 2017